# Нельсон Бараона
Нельсон Альберто Бараона Коллінс (ісп. Nelson Alberto Barahona Collins; рід. 22 листопада 1987, Колон, Панама) — панамський футболіст, атакуювальний півзахисник клубу «Арабе Унідо» і збірної Панами.

## Клубна кар'єра
Бараона — вихованець клубу «Арабе Унідо». У 2008 році він виграв чемпіонат Панами. У тому ж році він на правах оренди виступав за уругвайський «Фенікс». У 2009 році Нельсон знову відправився в оренду, його новою командою стала колумбійська «Атлетіко Уїла». 8 березня у матчі проти клубу «Кукута Депортіво» він дебютував у Кубку Мустанга. 14 грудня у поєдинку проти «Санта-Фе» Бараона забив свій перший гол за «Атлетіко Уїла».
Після закінчення оренди Нельсон залишився в Колумбії, підписавши контракт з «Індепендьєнте Медельїн». 31 січня 2010 року в матчі проти «Санта-Фе» він дебютував за нову команду. 21 лютого в поєдинку проти «Кортулуа» Бараона забив свій перший гол за «Медельїн». Після закінчення сезону він був відданий в оренду в венесуельський «Каракас». 16 січня в матчі проти «Монагаса» Бараона дебютував у венесуельській Прімері. 2 квітня в поєдинку проти «Сулії» він зробив «дубль», забивши свої перші голи за «Карака». У матчах Кубка Лібертадорес проти чилійських «Уніон Еспаньйола» і «Універсідад Католіка» Бараона забив по голу.
Влітку того ж року Нельсон відправився в оренду в «Депортіво Тачира». 11 вересня в матчі проти клубу «Арагуа» він дебютував за новий клуб. 18 вересня в поєдинку проти «Туканеса» Бараона забив свій перший гол за «Депортіво Тачира». У 2012 році він на правах оренди виступав за свій колишній клуб «Атлетіко Уїла».
На початку 2013 року Нельсон підписав угоду з клубом «Агілас». 24 лютого в матчі проти «Атлетіко Насьйональ» він дебютував за новий клуб. 20 травня в поєдинку проти «Онсе Кальдас» Бараона забив свій перший гол за «Агілас Перейра». Відігравши рік, Нельсон перейшов у «Альянса Петролера». 25 січня 2014 року в матчі проти «Ла Екідаду» він дебютував за нову команду.
На початку 2015 року Бараона ненадовго повернувся на батьківщину, ставши футболістом «Сан-Франциско». 15 березня у матчі проти «Пласа Амадор» він дебютував за новий клуб. Влітку Нельсон повернувся в «Альянса Петролеру». 3 листопада в поєдинку проти свого колишнього клубу «Індепендьєнте Медельїн» він забив свій перший гол за команду.
На початку 2017 року Бараона повернувся в рідний клуб «Арабе Унідо», де і продовжив виступи.

## Міжнародна кар'єра
У 2007 році в складі молодіжної збірної Панами Бараона взяв участь у молодіжному чемпіонаті світу в Канаді.
22 серпня 2007 року у матчі проти збірної Гватемали Нельсон дебютував за збірну Панами. 20 травня 2009 року поєдинку проти збірної Аргентини він забив свій перший гол за національну команду.
У тому ж році Нельсон взяв участь у розіграші Золотого кубка КОНКАКАФ. На турнірі він зіграв в поєдинках проти Гваделупи, Мексики і США. У поєдинку проти гваделупців Бараона забив гол.
У 2011 році Нельсон став бронзовим призером Золотого кубка КОНКАКАФ. На турнірі він взяв участь у поєдинках проти команд Сальвадору, Гваделупи і двічі США.

### Голи за збірну Панами
| #   | Дата           | Місце                                 | Суперник  | Рахунок | Результат | Змагання                    |
| --- | -------------- | ------------------------------------- | --------- | ------- | --------- | --------------------------- |
| 01. | 20 травня 2009 | Естаніслао Лопес, Санта-Фе, Аргентина | Аргентина | 1:1     | 3:1       | Товариський матч            |
| 02. | 5 липня 2009   | Окленд Колізей, Окленд, США           | Гваделупа | 1:2     | 1:2       | Золотий кубок КОНКАКАФ 2009 |
| 03. | 14 червня 2012 | Роммель Фернандес, Панама, Панама     | Куба      | 1:0     | 1:0       | Кваліфікація на ЧС-2014     |
| 04. | 16 жовтня 2012 | Педро Маррера, Гавана, Куба           | Куба      | 1:1     | 1:1       | Кваліфікація на ЧС-2014     |

## Досягнення
- Чемпіон Панами: Клаусура 2008
- Переможець Кубка центральноамериканських націй: 2009
- Бронзовий призер Золотого кубка КОНКАКАФ: 2011